# آرگوستو
آرگوستو (به ایتالیایی: Argusto) یک کومونه در ایتالیا است که در استان کاتانزارو واقع شده‌است.

## خصوصیات
آرگوستو ۷ کیلومترمربع مساحت و ۵۳۲ نفر جمعیت دارد و ۵۳۰ متر بالاتر از سطح دریا واقع شده‌است.